# Dorfkirche Beerfelde

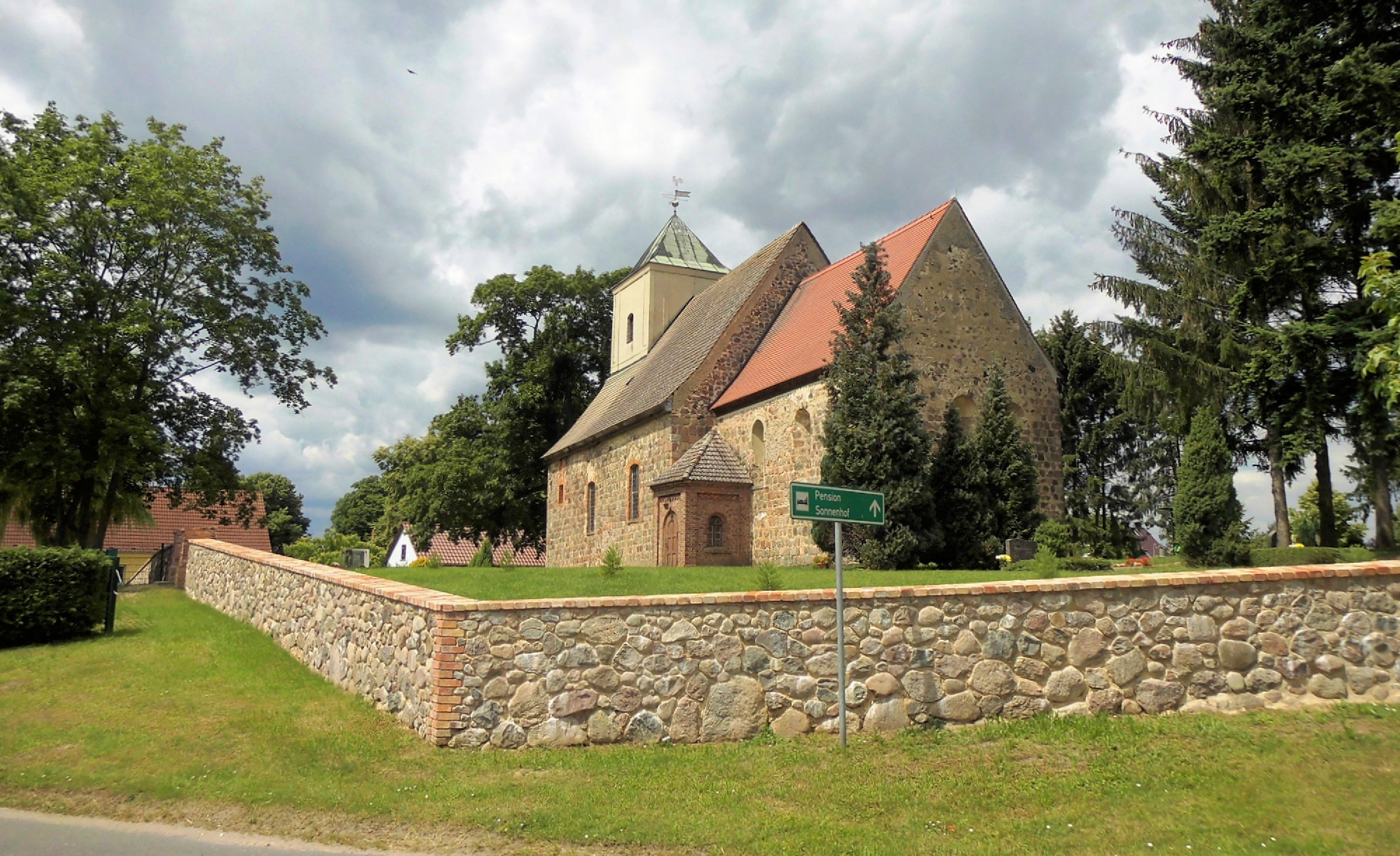
Dorfkirche Beerfelde

Die evangelische Dorfkirche Beerfelde ist eine frühgotische Feldsteinkirche aus der zweiten Hälfte des 13. Jahrhunderts in Beerfelde, einem Ortsteil der Gemeinde Steinhöfel im Landkreis Oder-Spree im Land Brandenburg. Die zugehörige Kirchengemeinde gehört zum Kirchenkreis Oderland-Spree der Evangelischen Kirche Berlin-Brandenburg-schlesische Oberlausitz.

## Lage
Durch den Ort verläuft die Bundesstraße 168, die von Nordosten kommend im historischen Dorfanger nach Süden abzweigt. Das Bauwerk steht südöstlich dieser Kreuzung auf einer leicht erhöhten Fläche, die durch eine Mauer aus nicht behauenen und nicht geschichteten Feldsteinen eingefriedet ist.

## Geschichte
Die Saalkirche entstand in der zweiten Hälfte des 13. Jahrhunderts, was mit der urkundlichen Ersterwähnung von Bärenfelde korrespondiert. Darin bestätigt Otto IV. zum einen die Rechte der Stadt Fürstenwalde/Spree und erwähnt dort gleichzeitig auch Beerfelde. Denkbar ist, dass der stattliche Bau von den Zisterziensern aus dem Kloster Kagel initiiert bzw. fachlich in seiner Ausführung unterstützt wurde. Dies legt die vergleichsweise sorgfältige Bauausführung nahe. 1671 brannte das Bauwerk ab und wurde von Handwerkern wiederaufgebaut. Vier Jahre später schenkte der Kaufmann Peter Müller der Kirchengemeinde eine Kanzel. 1693 erwarb diese eine Fünte, für die das Ehepaar Zalius ein Taufbecken aus Zinn stiftete. Aus Fürstenwalde erhielt die Kirche ein Altarretabel, das 1713 neu bemalt wurde. 1704 schlug ein Blitz in den Westturm ein und zerstörte die Spitze. Der Turm wurde wieder aufgebaut und erhielt zwei neue Glocken. 1827 und 1871 deckten Handwerker den Turm neu ein. 1939 musste die Kirchengemeinde im Zuge der Metallspende des deutschen Volkes eine Glocke aus Bronze abgeben; sie ging verloren. Nach dem Ende des Zweiten Weltkrieges begann die Gemeinde mit den Reparaturarbeiten am Kirchenschiff, die in den 1960er Jahren vorläufig abgeschlossen werden konnten. Am 14. Juni 1978 schlug erneut ein Blitz in den Turm ein. Er beschädigte die Glocke aus dem Jahr 1834 und führte dazu, dass die Kirchengemeinde die Turmspitze bis in das Jahr 1980 erneuerte. Nach der Wende wurden ab 1995 weitere Sanierungsarbeiten vorgenommen. 2010 stellten Handwerker das mittlerweile restaurierte Altarretabel wieder auf.

## Baubeschreibung

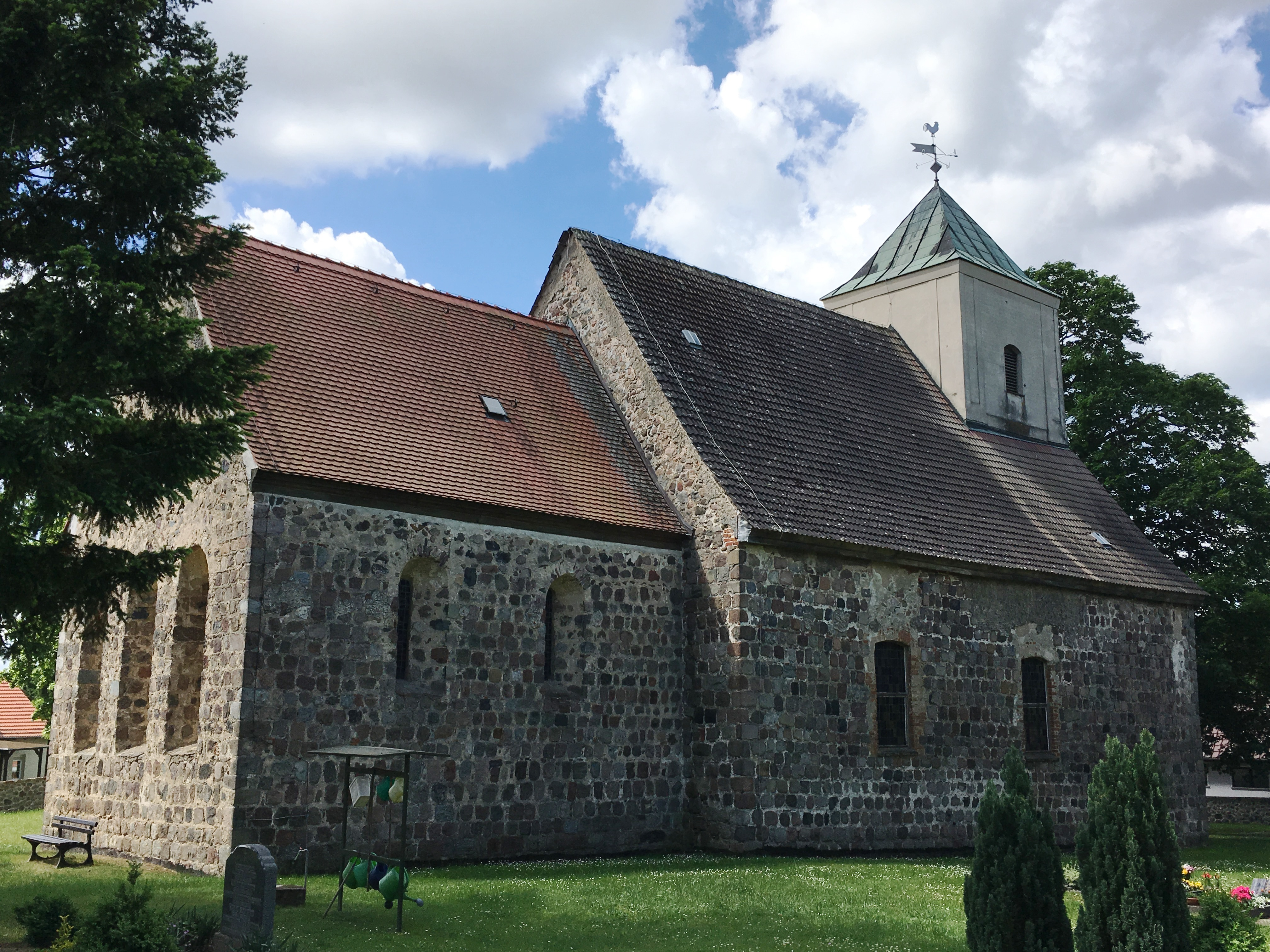
Ansicht von Nordosten

Der Chor ist aus sorgfältig behauenen und lagig geschichteten Feldsteinen errichtet. Er ist rechteckig und eingezogen. An der Ostseite sind drei schmale Rundbogenfenster als Zeichen der Trinität. Sie dürften aus der Bauzeit der Kirche stammen, da keine wesentlichen Ausbesserungsarbeiten erkennbar sind. Der Giebel wurde ebenfalls aus Feldsteinen errichtet. Er ist geschlossen und trägt Reste eines Putzes. An der Südwand des Chors sind zwei hochgesetzte, rundbogenförmige Fenster, von denen das westliche noch Reste eine Laibung aus Putz aufweist, die beim östlichen Fenster nur ansatzweise vorhanden sind. Oberhalb sind kleinere Ausbesserungsarbeiten aus Gesteinssplittern erkennbar. Die Ecksteine sind sorgfältig behauen und ineinander verzahnt. Am Übergang zum Kirchenschiff ist eine kleine Sakristei aus rötlichem Mauerstein aus dem 19. Jahrhundert. Sie kann durch eine rundbogenförmige Pforte von Süden her betreten werden. An der Ostseite ist ein bogenförmiges Fenster. Die Ecken des Anbaus werden durch Lisenen, der Übergang zum Dach durch einen in die Felder eingearbeiteten Zahnfries betont. An der Nordseite fehlt ein Anbau; hier sind zwei gleichartige, hochgesetzte Fenster. Der Chor trägt ein schlichtes Satteldach, das mit Biberschwanz gedeckt ist.
Während die östliche Kirchenwand des Schiffs ebenfalls aus gleichmäßig behauenen und ebenfalls lagig geschichteten Feldsteinen errichtet wurde, ist der Giebel aus deutlich kleineren, unbehauenen Steinen erbaut. Die Nord- und Südwand sind hingegen sauber errichtet. Dort sind zwei barock vergrößerte, bienenkorbförmige Fenster, deren Gewände zum Teil mit rötlichem Mauerstein neu eingefasst wurden. Dazwischen ist an der Südwand ein mit Feldsteinen und Gesteinssplitt zugesetztes Portal erkennbar. An der Südwand sind zwei Schachbrettsteine verbaut.
Der Turmaufbau ist quadratisch, eingezogen und hell verputzt. Er wirkt vergleichsweise gedrungen und hat an den drei zugänglichen Seiten je eine bienenkorbförmige Klangarkade. Darüber ist ein Pyramidendach mit einer Turmkugel und Wetterfahne. Das Westportal wird von zwei vergleichsweise mächtigen Strebepfeilern umrahmt, die im unteren Bereich aus Mauersteinen und Gesteinssplitt errichtet wurden, darüber modern verputzt sind.

## Ausstattung

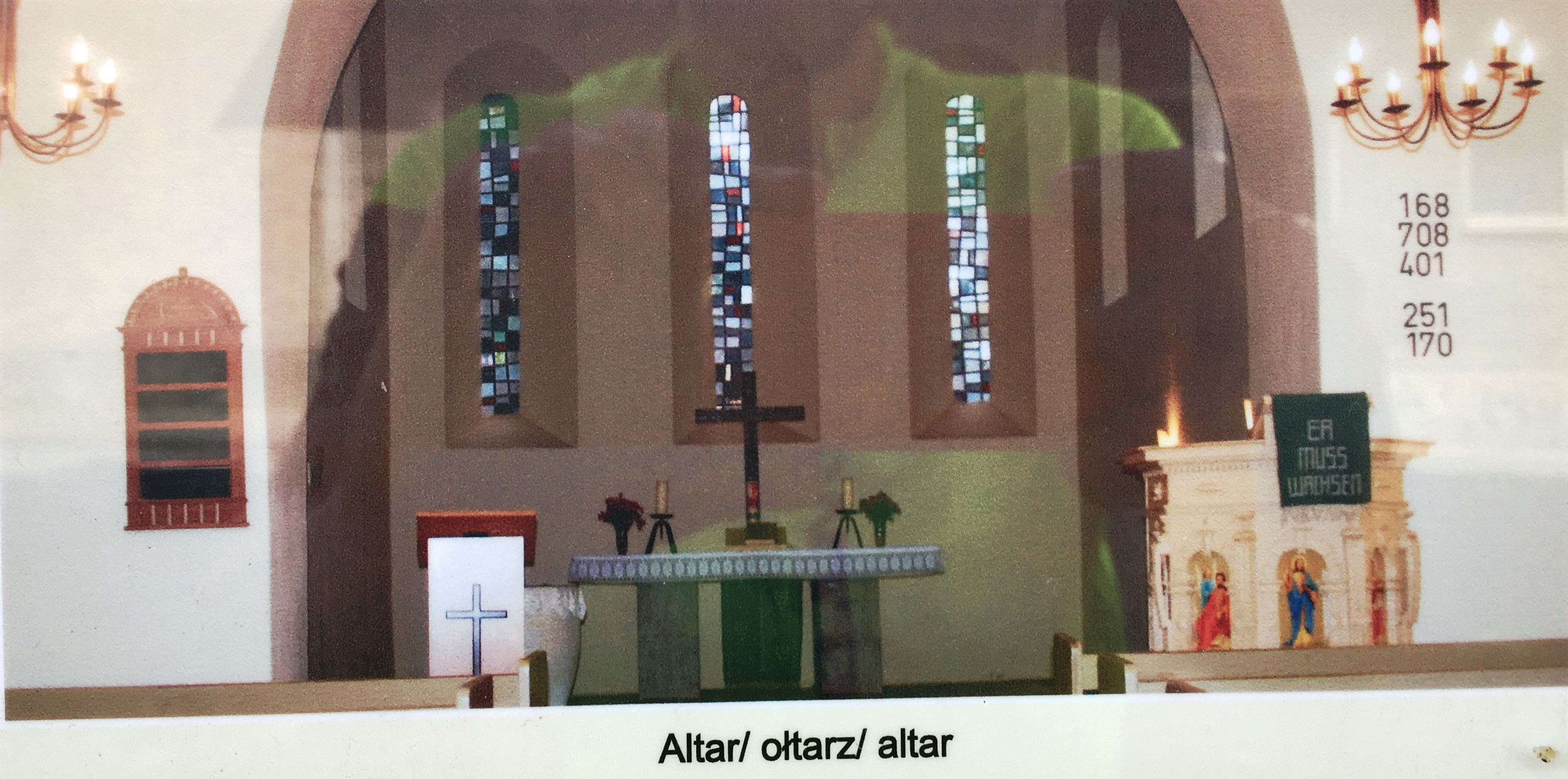
Blick in den Chor

Von dem Altarretabel aus dem Jahr 1713 sind nur die Predella und das Hauptbild erhalten geblieben. Sie zeigen das Abendmahl Jesu und die Kreuzigung Christi. Der Kanzelkorb aus Holz aus dem Jahr 1675 zeigt in den Feldern die vier Evangelisten. Ebenso erhalten geblieben ist die Fünte aus dem Jahr 1693. Auf der westlichen Empore steht eine Orgel, die 1964 von der Firma Sauer Orgelbau restauriert wurde. Das Instrument besitzt sieben Register und ein Manual. Am Übergang vom Kirchenschiff zum Chor ist ein spitzbogiger Triumphbogen.